# Marian Chęciński
Marian Chęciński ps. Długi, Maniek, Zygmunt  (ur. 18 kwietnia 1894 w Płocku, zm. prawdopodobnie 1937) – polski działacz komunistyczny, poseł na Sejm III kadencji w II RP.

## Życiorys
W latach 1913–1915 pracował jako kotlarz w warsztatach kolejowych w Warszawie. Od 1915 przebywał w Rosji gdzie działał w SDPRR(b) i SDKPiL. W sierpniu 1918 wrócił do Polski, uczestniczył w rozbrajania wojsk niemieckich w Warszawie. Po powrocie związał się z Komunistyczną Robotniczą Partią Polski. Od czerwca do grudnia 1931 przebywał w Warszawskim więzieniu w związku ze strajkiem tramwajarzy. Za działalność komunistyczną wyrokiem Sądu Okręgowego w Warszawie z 17 stycznia 1933 skazany na 3 lata więzienia, zwolniony za kaucją we wrześniu tego samego roku, uniewinniony przez Sąd Apelacyjny. Na skutek ciągłych represji i aresztowań ślubowanie poselskie złożył dopiero 2 i pół roku po uzyskaniu mandatu. Jesienią 1935 wyjechał do ZSRR, gdzie pracował w fabryce w Charkowie. Aresztowany w 1937 i zamordowany, pośmiertnie zrehabilitowany  z innymi działaczami KPP w 1956.